# HD 40307 d
HD 40307 d — планета-гигант, вращающаяся вокруг красного карлика HD 40307 в созвездии Живописца на расстоянии 42 световых лет от Земли являющаяся наиболее массивной планетой системы. Открыта при помощи метода Доплера спектрографом HARPS из чилийской Обсерватории Ла-Силья и анонсирована на конференции в Нанте, Франция, 16 июня 2008.
Планета интересна тем, что она вращается вокруг звезды малой металличности по сравнению с другими звёздами, имеющими планет-спутников. Тем самым HD 40307 d является аргументом в подтверждение гипотезы, что металличность звезды при рождении определяет, образуются ли из аккреционного диска вокруг неё газовые гиганты или планеты земного типа.